# Zuleyka Rivera
Zuleyka Jeris Rivera Mendoza (Cayey, 3 de octubre de 1987) es una modelo, presentadora, actriz y empresaria puertorriqueña. Es la quinta puertorriqueña en ostentar el título de Miss Universo.Antes ganó el título regional de belleza de Salinas y el título nacional de Miss Puerto Rico Universo 2006. 
También es reconocida por participar en el videoclip de la canción «Despacito» de Luis Fonsi y Daddy Yankee.

## Biografía
Fue criada en la ciudad de Salinas, donde cursó sus grados primarios y pueblo que representó en el certamen nacional. Sus padres son Jerry Rivera y Carmen Mendoza. Tiene dos hermanos menores, Jerry Jesús y José Alberto.

## Miss Puerto Rico 2006
El jueves 10 de noviembre de 2005, Zuleyka Rivera, representando al municipio costero de Salinas, se convirtió en Miss Puerto Rico Universe 2006, ganando así el derecho de representar a Puerto Rico en el Miss Universo 2006. El concurso fue celebrado en el Muelle Panamericano de San Juan y contó con la presentación artística de Chayanne. La primera finalista resultó ser la Señorita Yauco, Lorenia Delgado y como segunda finalista, la Señorita Ponce, Marilyn Bartolomei Balay, quien posteriormente se convirtiera en Miss Puerto Rico Universe 2006, al Zuleyka ceñirse la corona de Miss Universo y a que Lorenia Delgado, la primera finalista, rechazó asumir el cargo debido a sus estudios universitarios fuera del país.
Previo a la noche final del certamen, Zuleyka Rivera se adjudicó tres importantes premios durante la celebración de la Competencia Preliminar: 
- Figura Finlandia al mejor cuerpo
- Cabello Pantene al mejor cabello
- Mejor Comparsa durante el desfile de Trajes Típicos

## Miss Universo 2006

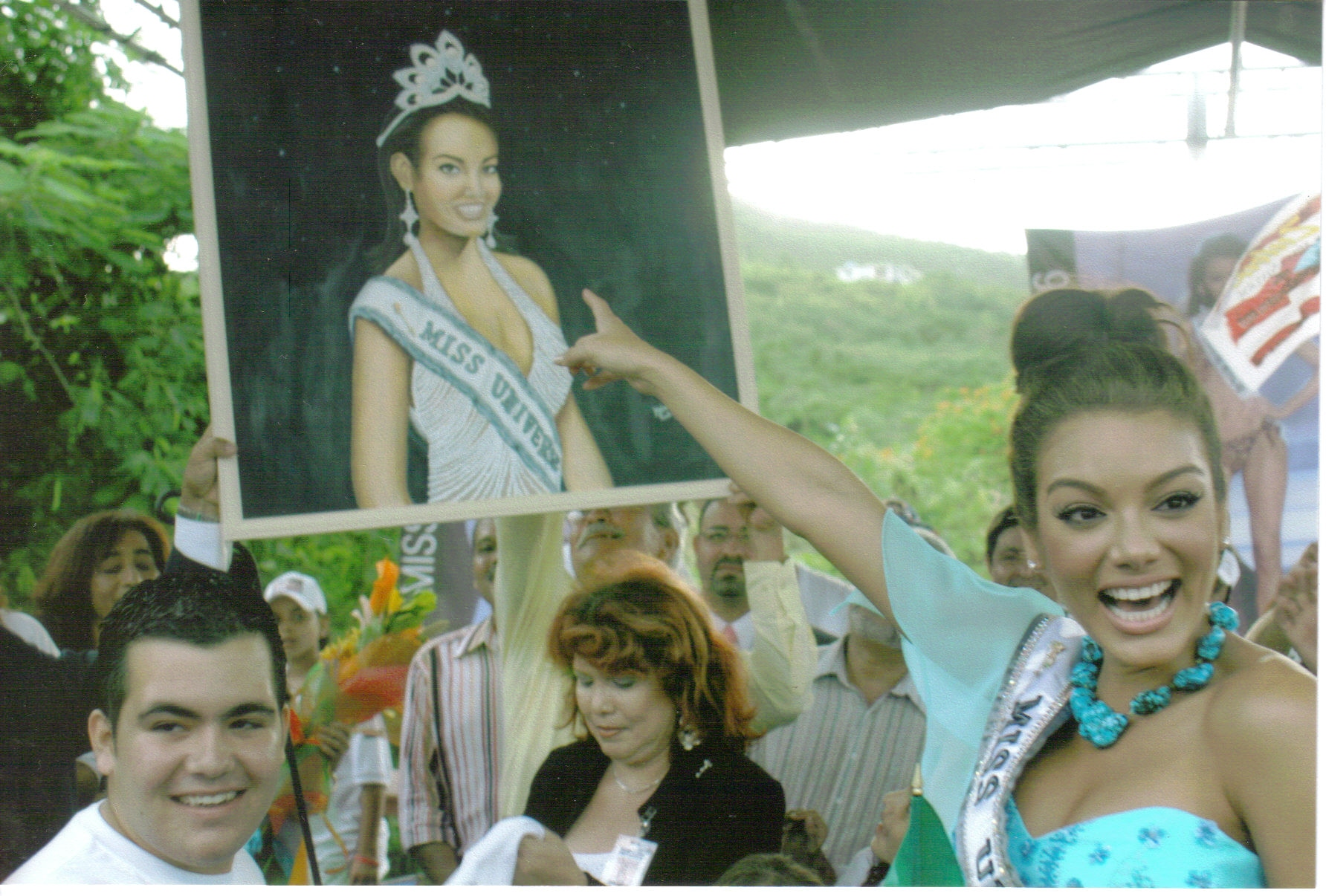
Rivera durante su Recibimiento en Puerto Rico como Miss Universo 2006

Zuleyka ganó el título durante la gala de Miss Universo 2006. La edición de 2006 fue en la que más candidatas participaron, celebrado en Los Ángeles, California, el domingo 23 de julio del mismo año. Es la quinta reina puertorriqueña que gana la corona, y hace de Puerto Rico la tercera nación con más premios recibidos en el evento. Su victoria llegó solo a cinco años de que Denise Quiñones, Miss Universo 2001, se hiciera con la corona. Zuleyka fue coronada en la final del evento, por Natalie Glebova, de Canadá, (Miss Universo 2005). Tras ser galardonada se desmayó brevemente debido a la emoción, el calor y el peso del vestido que llevaba.
Como Miss Universo, representó a la Organización en todo el mundo y trabajó en una campaña mundial sobre la prevención del sida. Como embajadora de la belleza universal, Zuleyka Rivera Mendoza visitó países como Indonesia, Japón, Puerto Rico, Brasil, Rusia, Grecia, Turquía, México, República Checa, España, Tailandia, India y Kazajistán.
El 28 de mayo de 2007 entregó su corona a la ganadora Riyo Mori de Japón, en la Ciudad de México, con audiencia mundial de 600 millones de espectadores. Su reinado fue de solo 10 meses siendo la segunda Miss Universo con el reinado más corto. La primera fue la venezolana Bárbara Palacios con igual cantidad de tiempo.
Participó en el video de Despacito de Luis Fonsi en colaboración con Daddy Yankee, dirigido por Carlos Pérez, grabado en el mes de diciembre de 2016 en Puerto Rico.

## Vida personal
Desde marzo de 2011 hasta abril de 2013 fue novia del jugador de baloncesto, José Juan Barea. En el verano del 2011, ambos anunciaron que esperan ansiosos la llegada de su primer hijo. A finales de julio del mismo año, se supo que la exMiss Universo tenía siete semanas de gestación y que con la noticia, Rivera ya no encarnará la antagonista de Marlene Favela en la novela de Venevisión “Corazón Apasionado”, pues renunció a la oportunidad para darle atención al periodo de maternidad.  El 17 de febrero del 2012, nace su primer hijo Sebastián José Barea Rivera.
En 2018, Rivera se convirtió en embajadora de la marca Eravos.

## Filmografía
| Año     | Título                               | Rol                            | Notas                                                 |
| ------- | ------------------------------------ | ------------------------------ | ----------------------------------------------------- |
| 2007    | Dame chocolate                       | Betsy Marvel                   | Actuación Especial                                    |
| 2010    | Alguien te mira                      | Rocío Lynch Wood               | Actuación Especial                                    |
| 2010–11 | Aurora                               | Diana del Valle                |                                                       |
| 2013    | Rosario                              | Sandra Díaz                    |                                                       |
| 2014    | Cosita linda                         | Viviana "Vivi" Robles de Luján |                                                       |
| 2014    | Bailando por un sueño                | Ella misma                     | Participante, Cuarta eliminada                        |
| 2015    | La Revista de Zuleyka                | Ella misma                     | Revista televisiva con temas especiales para la mujer |
| 2019    | El dragón: el regreso de un guerrero | Asya                           | Actuación Especial                                    |
| 2020    | El domo del dinero                   | Ella misma                     | Concursante                                           |
| 2022    | Top Chef VIP                         | Ella misma                     | Concursante                                           |
| 2022    | ¿Qué dicen los famosos?              | Ella misma                     | Concursante                                           |
| 2023    | Secretos de las indomables           | Ella misma                     | Reparto principal                                     |
| 2025    | Miss Universe Latina, el reality     | Ella misma                     | Capitana                                              |

| Año  | Título                     |
| ---- | -------------------------- |
| 2010 | Qué Despelote! La Película |
| 2013 | Runner Runner              |

| Predecesora: Cynthia Olavarría          | Miss Puerto Rico 2006 | Sucesora: Uma Blasini     |
| Predecesora: · Natalie Glebova · Canadá | Miss Universo 2006    | Sucesora: Riyo Mori Japón |